# Породжувальна множина групи
Твірна множина групи — це така підмножина S групи G, що кожен елемент групи G можна подати як добуток скінченної кількості елементів із S та обернених до них.
Загальніше, якщо S підмножина групи G, тоді <S> — підгрупа породжена S, це найменша підгрупа G яка містить всі елементи S. Еквівалентно, <S> це підгрупа всіх елементів G, які можуть бути представлені як добутки скінченної кількості елементів з S та обернених до них.
Якщо G = <S>, говорять, що S породжує G, а елементи S називаються твірними або породжувальними елементами групи G. Якщо S — порожня, то за визначенням, вважається <S> = {e}.
Коли S містить тільки один елемент x, зазвичай пишуть <x> = G. В такому випадку <x> — це циклічна підгрупа степенів x в G.

## Вільна група
Найзагальніша група породжена множиною S — це група вільно породжена S. Кожна група породжена S, ізоморфна факторгрупі такої групи. Ця властивість використовується для задання групи.

## Приклади

### Симетрична група
При n ≥ 3 симетрична група Sn не є циклічною (не може бути породженою одним елементом).
Хоча може бути породжена двома елементами: перестановка {\displaystyle (1\leftrightarrow 2)} та перестановка {\displaystyle (1\to 2\to 3\to \ldots \to n)}.
Для прикладу, перечислимо всі 6 елементів S3:
{\displaystyle e=(12)(12)}
{\displaystyle (12)=(12)}
{\displaystyle (13)=(12)(123)}
{\displaystyle (23)=(123)(12)}
{\displaystyle (123)=(123)}
{\displaystyle (132)=(12)(123)(12)}

### Знакозмінна група
При n ≥ 3 знакозмінна група може бути породжена 3-циклами (перестановками {\displaystyle i\to j\to k}).
В знакозмінній групі парна кількість транспозицій, і кожна пара транспозицій може бути утворена одним чи двома 3-циклами:
{\displaystyle {\begin{pmatrix}a&b\\b&a\end{pmatrix}}\circ {\begin{pmatrix}a&c\\c&a\end{pmatrix}}={\begin{pmatrix}a&b&c\\b&c&a\end{pmatrix}}}
{\displaystyle {\begin{pmatrix}a&b\\b&a\end{pmatrix}}\circ {\begin{pmatrix}c&d\\d&c\end{pmatrix}}={\begin{pmatrix}a&b&c&d\\b&c&a&d\end{pmatrix}}\circ {\begin{pmatrix}b&c&a&d\\b&a&d&c\end{pmatrix}}}.
чи в циклічній нотації
{\displaystyle (ab)*(ac)=(abc)}
{\displaystyle (ab)*(cd)=(abc)*(cad)}
При n ≥ 3 знакозмінна група може бути породжена m-циклами (де m — непарне число > 1).
Оскільки:
- m-цикл має (m — 1), тобто, парну кількість транспозицій, отже є елементом групи і
- довільний 3-цикл є добутком m-циклів:

{\displaystyle (a_{1}a_{2}a_{3})=(a_{2}a_{1}a_{3}a_{4}\ldots a_{m})\circ (a_{m}a_{m-1}\ldots a_{4}a_{3}a_{2}a_{1})}.